# Tarnbrook Wyre
Der Tarnbrook Wyre ist ein Fluss im Forest of Bowland, Lancashire, England. Der Tarnbrook Wyre entsteht am Tarnbrook Fell am Ward’s Stone aus mehreren kleinen Zuflüssen, deren einziger größerer der Hare Syke ist. Der Tarnbrook Wyre fließt in südlicher Richtung über zwei klein Wasserfälle, um sich dann nach Westen zu wenden. Bei Abbeystead bildet der Tarnbrook Wyre mit dem Marshaw Wyre den Wyre.